# Traukutitan
Traukutitan eocaudata is een sauropode dinosauriër, behorend tot de groep van de Titanosauria, die tijdens het late Krijt leefde in het gebied van het huidige Argentinië.

## Vondst en naamgeving
In de vroege jaren negentig werd op de noordelijke oever van het Lago Barreales in de provincie Neuquén een skelet gevonden van een sauropode. In 1993 werd de vondst beschreven door Jorge Orlando Calvo en Leonardo Salgado.
In 2011 werd de vondst door Calvo en Rubén Darío Juárez Valieri benoemd als een aparte soort: Traukutitan eocaudata. De geslachtsnaam is afgeleid van Trauku, een reusachtige berggeest uit de mythologie van de Mapuche, en de Griekse Titaan. De soortaanduiding is afgeleid van het Klassiek Grieks eoos, "dageraad", en het Latijnse cauda, "staart", een verwijzing naar de meer oorspronkelijke bouw van de staartwervels.
Het fossiel, holotype MUCPv 204, is gevonden in de onderste lagen van de Bajo de la Carpa-formatie die dateert uit het Senonien en daarbinnen vermoedelijk tot het vroege Santonien, ongeveer 86 miljoen jaar oud. Het bestaat uit een gedeeltelijk en ten dele in verband liggend skelet waarvan echter alleen twee dijbeenderen en dertien voorste en middelste staartwervels over zijn. Een schaambeen nog in 1993 gemeld is later zoekgeraakt. De wervels zijn nogal beschadigd.

## Beschrijving
Traukutitan is een vrij grote sauropode met een lengte van ruwweg vijftien meter en een gewicht van zo'n tien ton.
De beschrijvers hebben enkele onderscheidende eigenschappen weten vast te stellen: de voorste staartwervels hebben wervellichamen die hoger zijn dan breed en die van voren hol zijn en van achteren een balvormig uiteinde hebben; de beenrichel die tussen de voorste werveluitsteeksels en de zijkant ligt, loopt bijna verticaal; de eerste staartwervel heeft zijuitsteeksels die naar beneden en achteren gericht zijn; het zijuitsteeksel heeft onderaan de basis een enkele diepe opening als toegang voor de luchtzakken; de middelste staartwervels zijn langer dan breed en van voren hol en achteren plat; de bovenrand van hun achterkant is licht verdikt.
Het dijbeen toont weinig opvallende eigenschappen buiten dat de onderste gewrichtsknobbels niet op hun binnenste bovenvlak afgeschuind zijn en de voorste onderste gewrichtsknobbel niet verbreed is.

## Fylogenie
Traukutitan is door de beschrijvers binnen de ruimere Titanosauria in de Titanosauridae geplaatst. De vlakke achterkant van de middelste staartwervels zou wijzen op een vrij basale positie, als lid van de Lognkosauria.